# S/S Boxholm II
S/S Boxholm II är ett kulturmärkt ångfartyg från 1904, som trafikerar Sommen och som är ett av Sveriges sista vedeldade ångfartyg i trafik.
S/S Boxholm II är byggd vid Ljunggrens Verkstads AB i Kristianstad 1904 och monterades vid Sommens strand. Premiärturen gick i juli samma år. Hon byggdes som pråm- och timmerdragare för Boxholms AB. Akterskeppet byggdes om 1922 och försågs med sittplatser och sedan 1966 seglar hon endast som passagerarfartyg, med turer från huvudsakligen Tranås. Fartyget ägs av Rederi AB Boxholm II. Såväl maskin som panna är i originalskick. Fartyget genomgick en renovering av skrovet som startade hösten 2013, där 24 m² av plåten under vattenytan byttes ut till en kostnad av cirka 1,7 miljoner kronor. Våren 2014 var arbetet klart, och samma år blev fartyget kulturmärkt av Sjöhistoriska museet.

## Bildgalleri

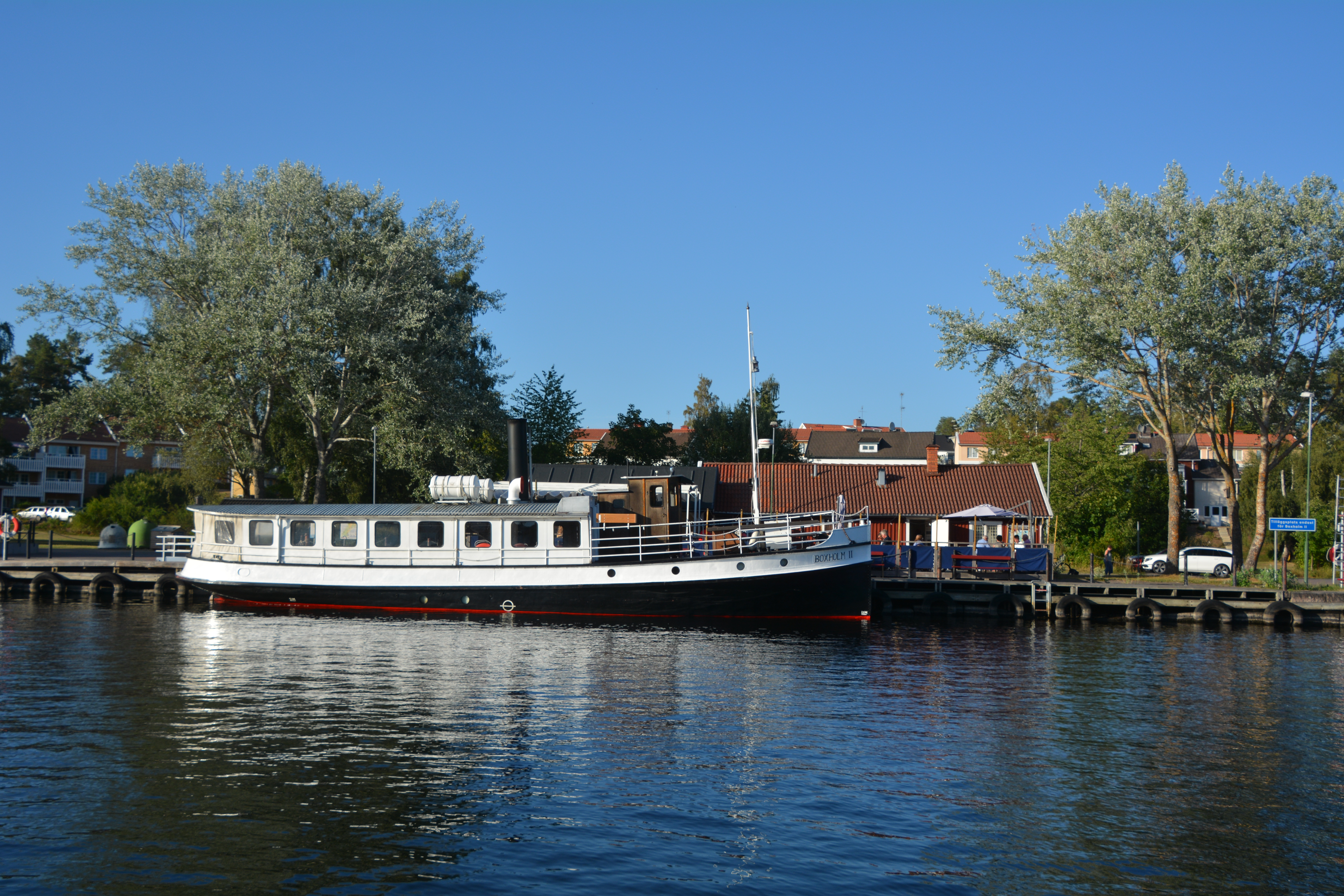
S/S Boxholm II i Tranås hamn i augusti 2018
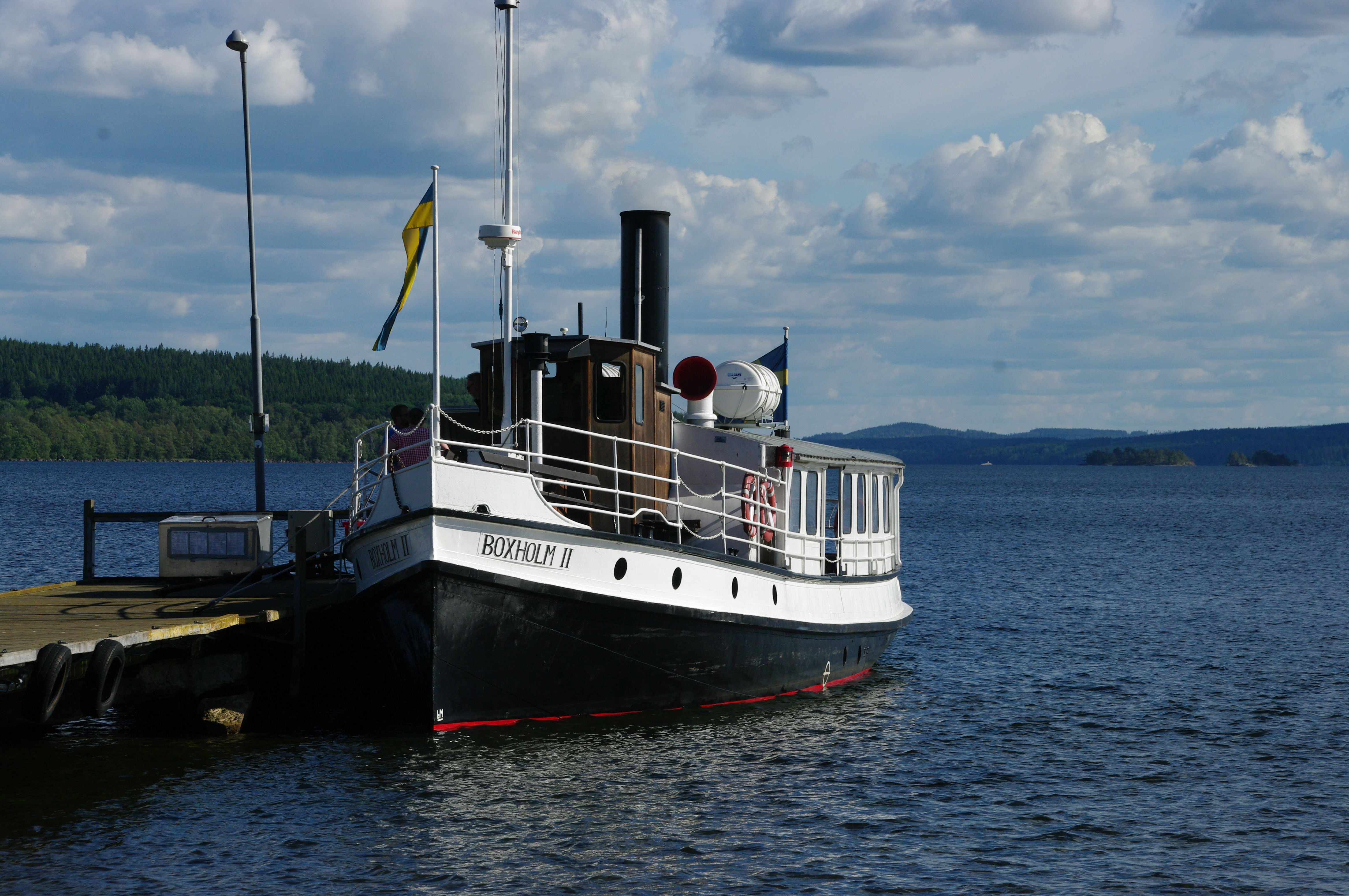
S/S Boxholm II vid bryggan i Malexander i juli 2016